# Anna Catharina Block
Anna Catharina Fischer (Neurenberg, 1642 – Regensburg, 1719), na haar huwelijk bekend als Block, was een Duits kunstschilderes. Ze schilderde vooral portretten, landschappen en bloemstillevens. Haar werk behoort tot de barok.

## Biografie
Anna Catharina was een dochter van Johann Thomas Fischer en diens tweede vrouw Barbara Huber. Haar vader was kunstschilder en specialiseerde zich in bloemstillevens en miniaturen. Anna Catharina werd door haar vader opgeleid.
In 1660 werd ze als bloemschilderes aangesteld aan het hof van hertog August van Saksen-Weißenfels in Halle, waar ze lessen gaf aan de dochters van de hertog. In 1664 trouwde ze met Benjamin Block, die als portretschilder aan het hof van de hertog werkte. In 1665 verlieten Anna Catharina en haar man het hertogelijke hof in Halle en verhuisden naar Neurenberg. Daar werden ook hun drie kinderen gedoopt. Haar man onderwees Anna Catharina verder in de olie- en pastelschilderkunst. In de jaren 1670 verhuisde Anna Catharina met haar familie naar Regensburg, waar ze tot haar dood bleef wonen. 

## Werken

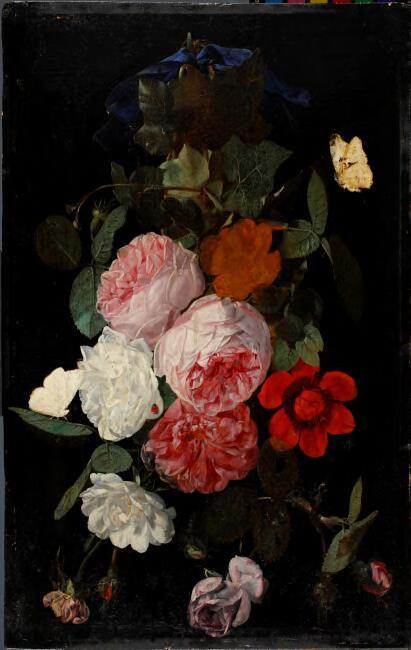
Bloemstilleven, olieverf op paneel, Staatliches Museum Schwerin
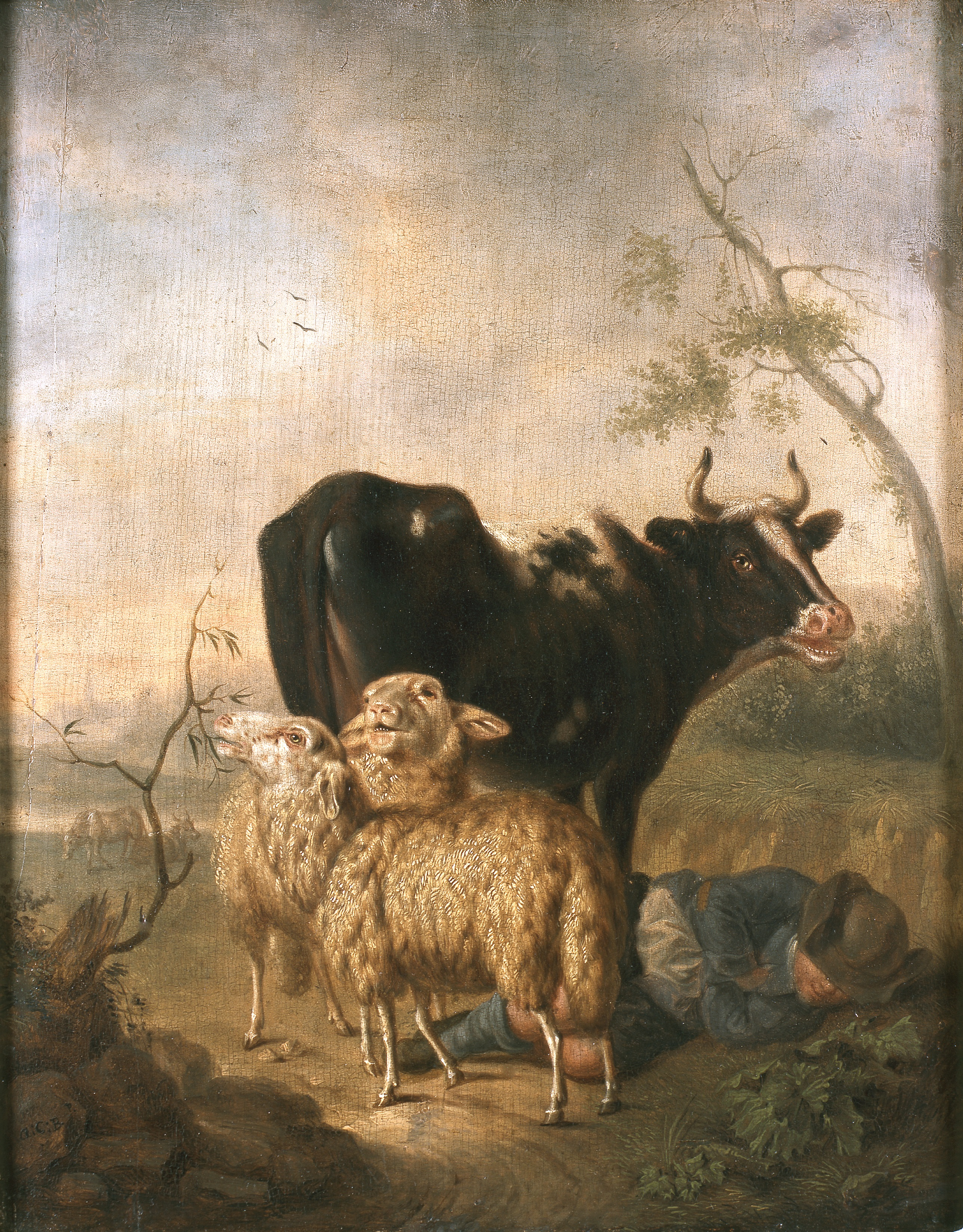
Landschap met koe en schapen, olieverf op paneel, Nationaal Museum in Krakau
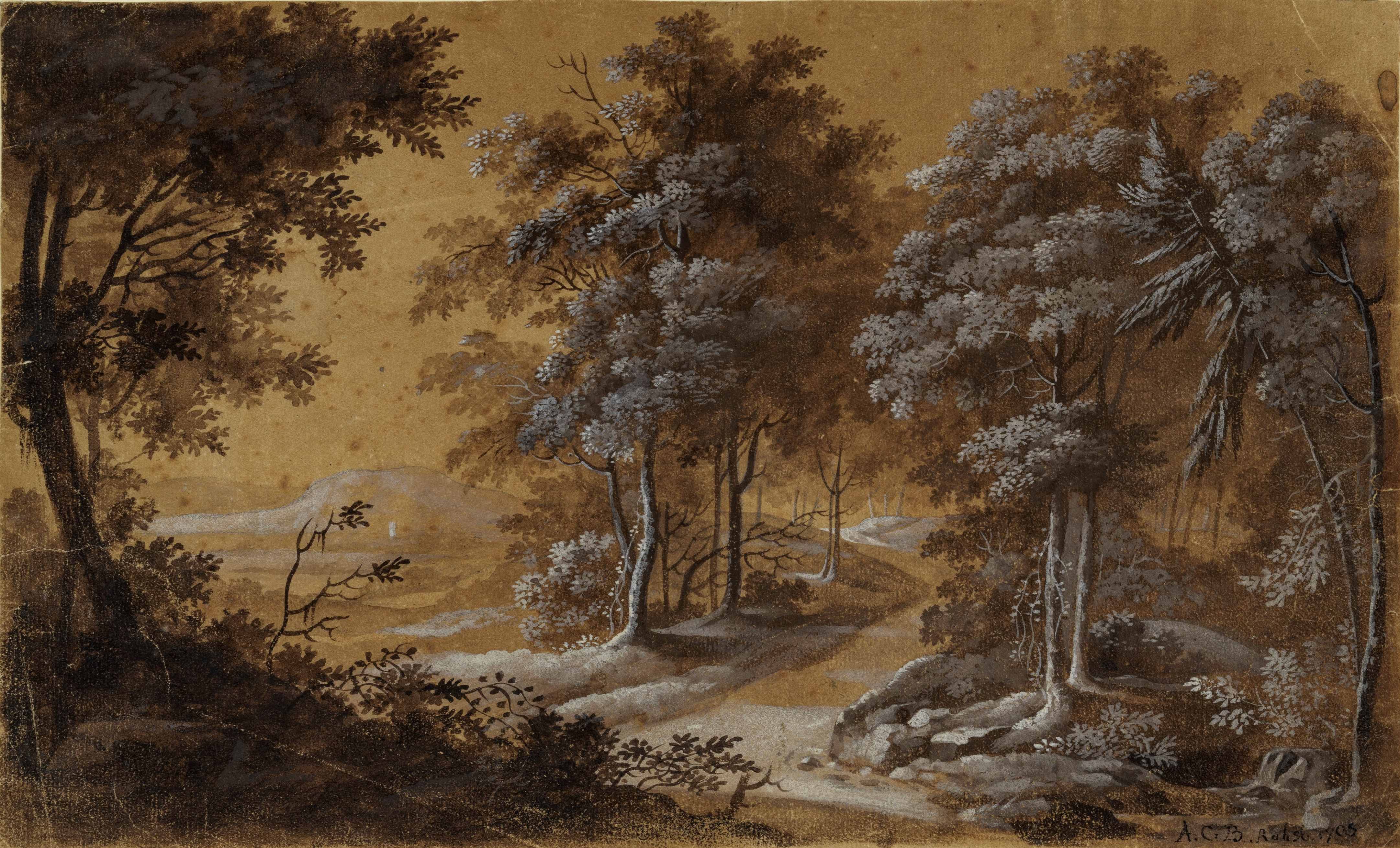
Boslandschap, gouache op papier, 1705, Staatsbibliotheek Bamberg